# جنيفر هارمان
جنيفر هارمان (بالإنجليزية: Jennifer Harman)‏ هي لاعبة بوكر أمريكية، ولدت في 29 نوفمبر 1964 في رينو في الولايات المتحدة.

## وصلات خارجية
- جنيفر هارمان على موقع IMDb (الإنجليزية)
- جنيفر هارمان على موقع قاعدة بيانات الفيلم (الإنجليزية)